# 홈파티

하우스 파티, 콜로라도주 덴버

홈파티 또는 하우스 파티(영어: house party)는 집에 친구나 지인을 불러서 하는 잔치를 말한다.

## 개요
집에 여러 친구와 지인, 동료 등을 불러 술과 음식을 제공한다. 주로 바비큐 등으로 대접한다. 기본적으로 미국과 유럽 등 가정에서 일상적으로 행해지고 있다. 패션 잡지나 버라이어티 프로그램에도 자주 거론되고 있다.